# Старик и море (фильм)
«Старик и море» (англ. The Old Man and the Sea) — кинофильм режиссёра Джона Стерджеса (1958), экранизация одноимённой повести Эрнеста Хемингуэя. Главную роль исполнил Спенсер Трейси.

## Сюжет
Старик (Спенсер Трейси) вот уже 84 дня подряд каждое утро выходит в море, но возвращается ни с чем. Раньше ему помогал мальчик (Фелипе Пасос), но отец заставил того уйти к более удачливому рыбаку. Тем не менее, старик продолжает верить в то, что чёрная полоса невезения однажды закончится. Наконец, на 85-й день он заплывает гораздо дальше обычного, и вскоре ему на крючок попадается громадная рыбина…

## В ролях
- Спенсер Трейси — старик / рассказчик
- Фелипе Пасос — мальчик
- Гарри Беллавер — Мартин
- Дон Даймонд — владелец кафе
- Дон Блэкмен — негр-силач
- Мэри Хемингуэй — туристка

## Производство
В режиссуре фильма поучаствовали Генри Кинг и Фред Циннеман, которые не были указаны в титрах.
Фильм снимался в различных местах Западного полушария — на Кубе, Гавайях и на Багамах, в Колумбии, Эквадоре (в частности, на Галапагосских островах), Панаме, Перу.
Пойманная стариком рыба — Полосатый марлин, длиной 3,4 метра. В фильме присутствуют реальные, не постановочные, сцены с выпрыгиванием той самой рыбы из воды.

## Приём
Фильм был неоднозначно принят публикой и кинопрессой. Выдающийся советский режиссёр Михаил Ромм в своей книге «Кино в системе искусств» писал: «… Хотя сам автор хвалил постановку „Старика и моря“, мне кажется, что фильм не только хуже рассказа — это просто очень плохой кинематограф. Не выручает даже такой обаятельный и умный актёр, как Спенсер Трейси».
Босли Кроутер из The New York Times писал: «Мы должны поблагодарить Лиланда Хэйуорда за то, что он попробовал что-то нестандартное при создании экранизации „Старика и море“ Эрнеста Хемингуэя, и поблагодарить Спенсера Трейси за смелую игру в одной большой роли. Также необходимо благодарить Дмитрия Тёмкина за музыкальное сопровождение, которое фактически ставит мистера Трейси на место солиста симфонии».

## Награды
- 1959 — премия «Оскар» за лучшую музыку (Дмитрий Тёмкин)
- 1959 — две номинации на премию «Оскар»: лучший актёр (Спенсер Трейси) и лучшая операторская работа (Джеймс Вонг Хоу)
- 1959 — номинация на премию «Золотой глобус» лучшему драматическому актёру (Спенсер Трейси)
- 1958 — две премии Национального совета кинокритиков США: лучший фильм и лучший актёр (Спенсер Трейси)